# Langy
Langy est une commune française, située dans le département de l'Allier en région Auvergne-Rhône-Alpes.

## Géographie
Jusqu'en mars 2015, Langy faisait partie du canton de Varennes-sur-Allier. À la suite du redécoupage des cantons du département, la commune est rattachée au canton de Saint-Pourçain-sur-Sioule.

### Localisation
Cinq communes sont limitrophes de Langy :
|        | Rongères | Boucé               |
| Créchy | Langy    | Saint-Gérand-le-Puy |
|        | Sanssat  |                     |

### Climat
Pour des articles plus généraux, voir Climat d'Auvergne-Rhône-Alpes et Climat de l'Allier.
En 2010, le climat de la commune est de type climat océanique dégradé des plaines du Centre et du Nord, selon une étude du CNRS s'appuyant sur une série de données couvrant la période 1971-2000. En 2020, Météo-France publie une typologie des climats de la France métropolitaine dans laquelle la commune est dans une zone de transition entre le climat océanique altéré et le climat de montagne ou de marges de montagne et est dans la région climatique Centre et contreforts nord du Massif Central, caractérisée par un air sec en été et un bon ensoleillement.
Pour la période 1971-2000, la température annuelle moyenne est de 11,1 °C, avec une amplitude thermique annuelle de 16,3 °C. Le cumul annuel moyen de précipitations est de 801 mm, avec 10,1 jours de précipitations en janvier et 7,5 jours en juillet. Pour la période 1991-2020, la température moyenne annuelle observée sur la station météorologique de Météo-France la plus proche, sur la commune de Paray-sous-Briailles à 9 km à vol d'oiseau, est de 11,7 °C et le cumul annuel moyen de précipitations est de 744,7 mm,. Pour l'avenir, les paramètres climatiques de la commune estimés pour 2050 selon différents scénarios d'émission de gaz à effet de serre sont consultables sur un site dédié publié par Météo-France en novembre 2022.

## Urbanisme

### Typologie
Au 1er janvier 2024, Langy est catégorisée commune rurale à habitat dispersé, selon la nouvelle grille communale de densité à 7 niveaux définie par l'Insee en 2022.
Elle est située hors unité urbaine et hors attraction des villes,.

### Occupation des sols

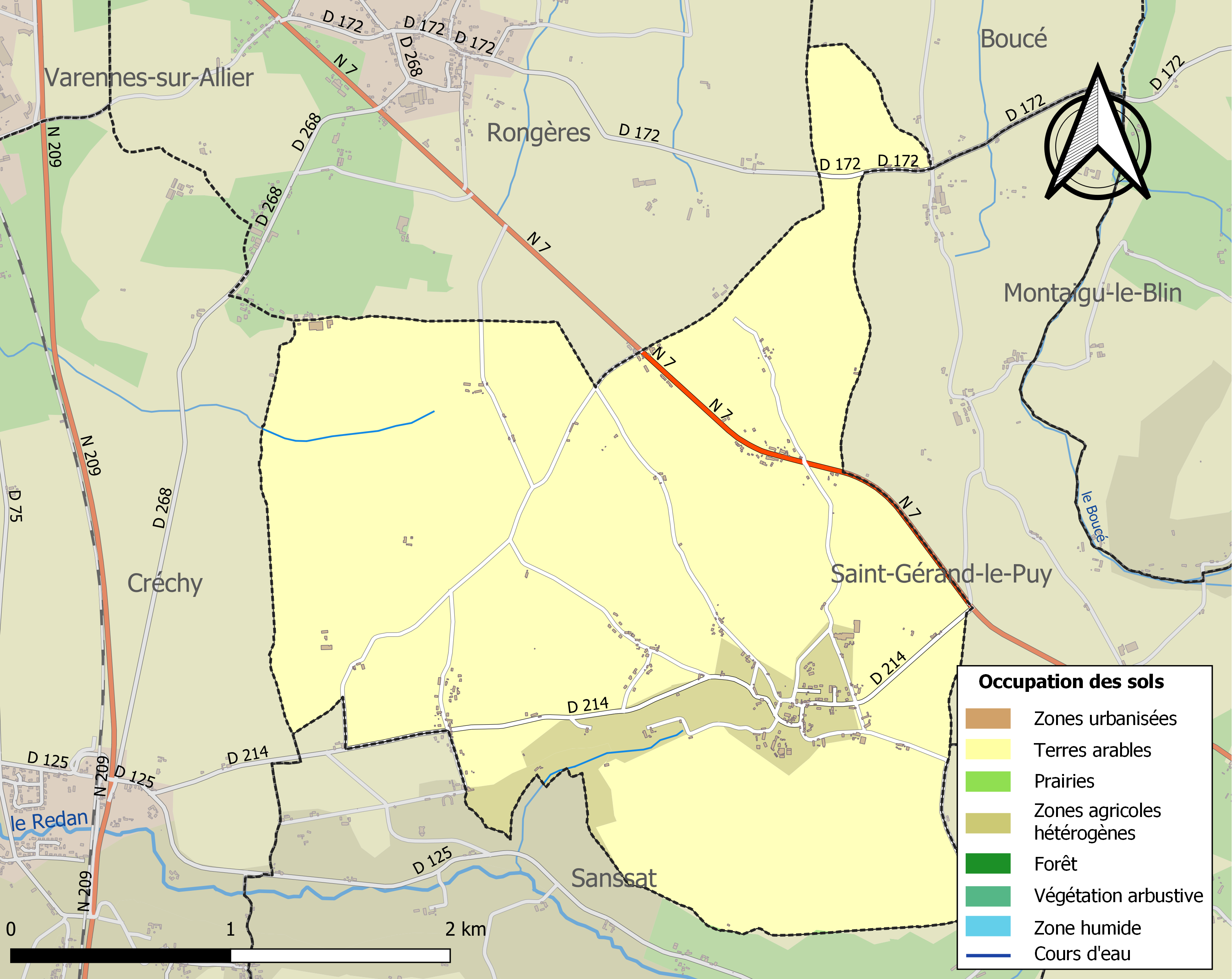
Carte des infrastructures et de l'occupation des sols de la commune en 2018 (CLC).

L'occupation des sols de la commune, telle qu'elle ressort de la base de données européenne d’occupation biophysique des sols Corine Land Cover (CLC), est marquée par l'importance des territoires agricoles (100 % en 2018), une proportion identique à celle de 1990 (100 %). La répartition détaillée en 2018 est la suivante : terres arables (92,1 %), zones agricoles hétérogènes (7,8 %), prairies (0,1 %).
L'IGN met par ailleurs à disposition un outil en ligne permettant de comparer l’évolution dans le temps de l’occupation des sols de la commune (ou de territoires à des échelles différentes). Plusieurs époques sont accessibles sous forme de cartes ou photos aériennes : la carte de Cassini (XVIIIe siècle), la carte d'état-major (1820-1866) et la période actuelle (1950 à aujourd'hui).

### Voies de communication et transports
La commune est traversée par la route nationale 7 ainsi que les routes départementales 172 et 214.

## Toponymie
De l'anthrotoponyme gaulois Langiacum.
La commune fait partie de l'aire linguistique du bourbonnais d'oïl.

## Politique et administration
| Période                                  | Période                      | Identité           | Étiquette | Qualité           |
| ---------------------------------------- | ---------------------------- | ------------------ | --------- | ----------------- |
| Les données manquantes sont à compléter. |                              |                    |           |                   |
| mars 2001                                | mars 2008                    | Jean-Claude Martel |           |                   |
| mars 2008                                | mai 2020                     | Martine Crumière   |           |                   |
| mai 2020                                 | En cours (au 8 juillet 2020) | Franck Fortin      |           | Chauffeur routier |

## Population et société

### Démographie
L'évolution du nombre d'habitants est connue à travers les recensements de la population effectués dans la commune depuis 1793. Pour les communes de moins de 10 000 habitants, une enquête de recensement portant sur toute la population est réalisée tous les cinq ans, les populations de référence des années intermédiaires étant quant à elles estimées par interpolation ou extrapolation. Pour la commune, le premier recensement exhaustif entrant dans le cadre du nouveau dispositif a été réalisé en 2008.

En 2022, la commune comptait 274 habitants, en évolution de −0,72 % par rapport à 2016 (Allier : −1,38 %, France hors Mayotte : +2,11 %).
| 1793 | 1800 | 1806 | 1821 | 1831 | 1836 | 1841 | 1846 | 1851 |
| ---- | ---- | ---- | ---- | ---- | ---- | ---- | ---- | ---- |
| 450  | 382  | 408  | 435  | 420  | 441  | 453  | 529  | 540  |

| 1856 | 1861 | 1866 | 1872 | 1876 | 1881 | 1886 | 1891 | 1896 |
| ---- | ---- | ---- | ---- | ---- | ---- | ---- | ---- | ---- |
| 525  | 535  | 530  | 499  | 531  | 517  | 520  | 523  | 503  |

| 1901 | 1906 | 1911 | 1921 | 1926 | 1931 | 1936 | 1946 | 1954 |
| ---- | ---- | ---- | ---- | ---- | ---- | ---- | ---- | ---- |
| 478  | 485  | 427  | 362  | 348  | 325  | 304  | 280  | 297  |

| 1962 | 1968 | 1975 | 1982 | 1990 | 1999 | 2006 | 2008 | 2013 |
| ---- | ---- | ---- | ---- | ---- | ---- | ---- | ---- | ---- |
| 300  | 259  | 227  | 187  | 194  | 218  | 233  | 237  | 274  |

| 2018 | 2022 | - | - | - | - | - | - | - |
| ---- | ---- | - | - | - | - | - | - | - |
| 268  | 274  | - | - | - | - | - | - | - |

### Enseignement
Langy dépend de l'académie de Clermont-Ferrand. Il n'existe aucune école.
Hors dérogations à la carte scolaire, les collégiens se rendent à Varennes-sur-Allier et les lycéens à Saint-Pourçain-sur-Sioule.

## Culture locale et patrimoine

### Lieux et monuments
- Église Saint-Sulpice (XIe siècle), de style roman avec trois nefs. Inscrite aux monuments historiques. Elle possède une Résurrection, tableau d'après Annibal Carrache.
- Manoir de La Font, petit château du XVIe siècle situé au bord du ruisseau le Redan.
- Il existe de nombreux pigeonniers à Langy.

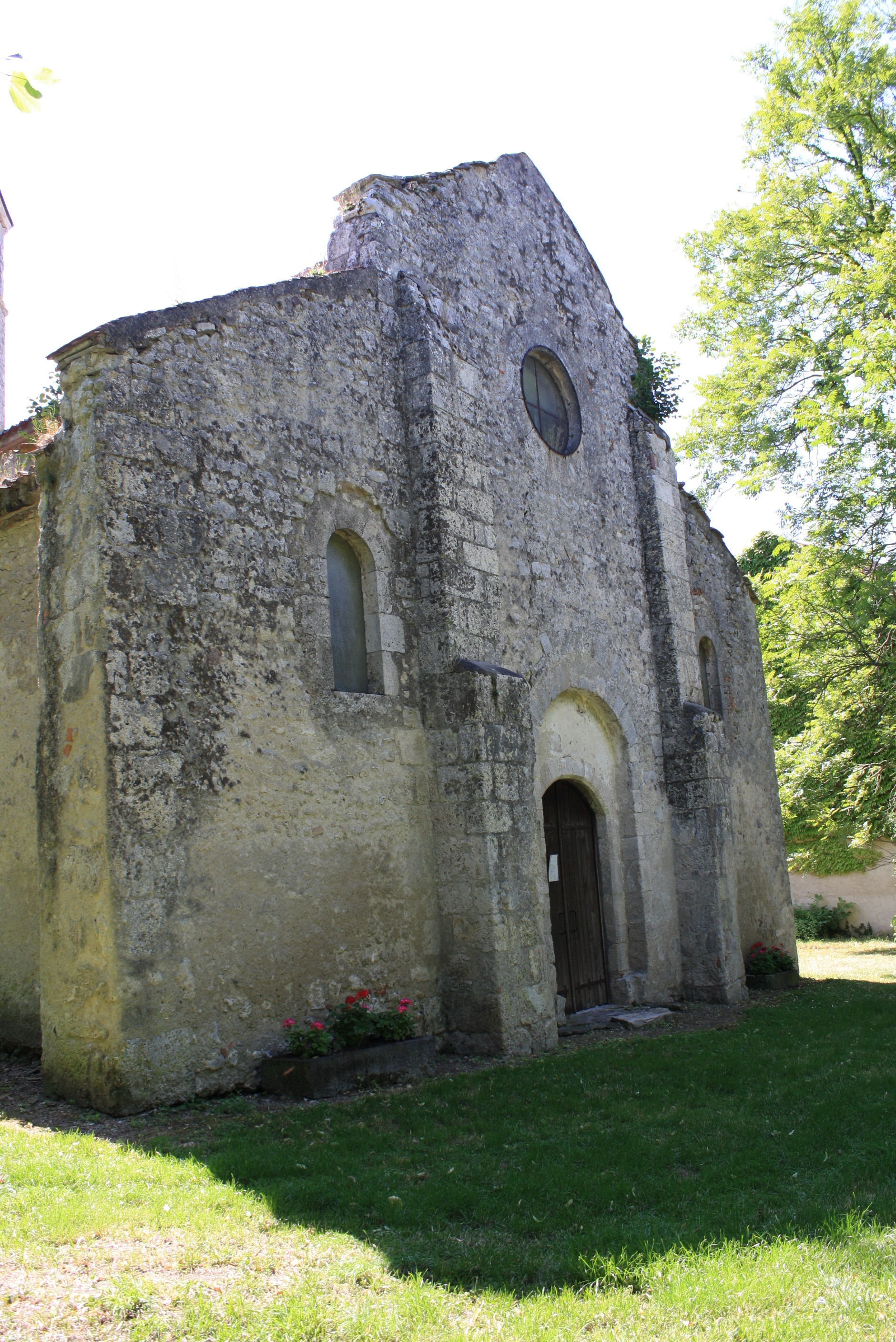
Façade de l'église.
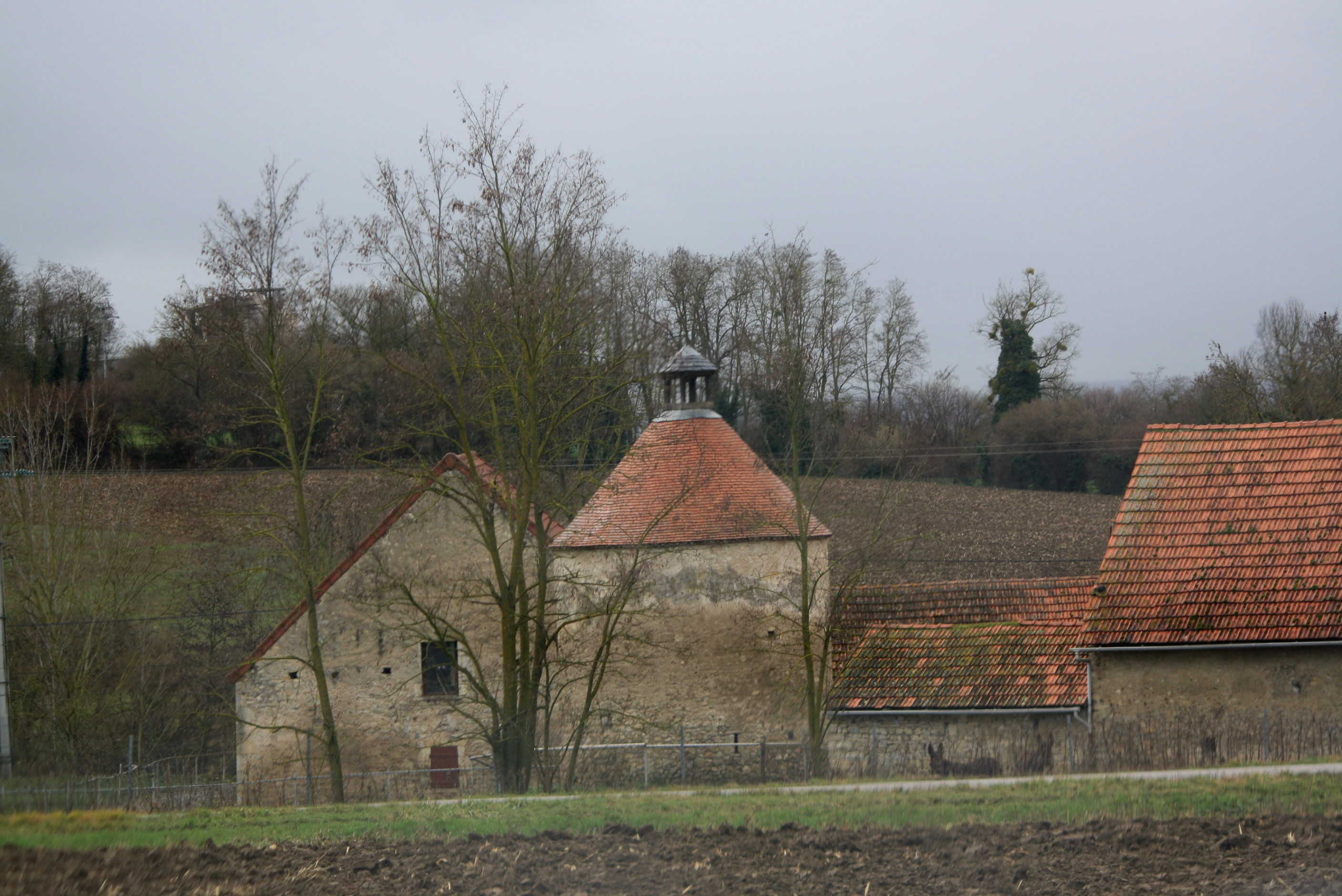
Pigeonnier.
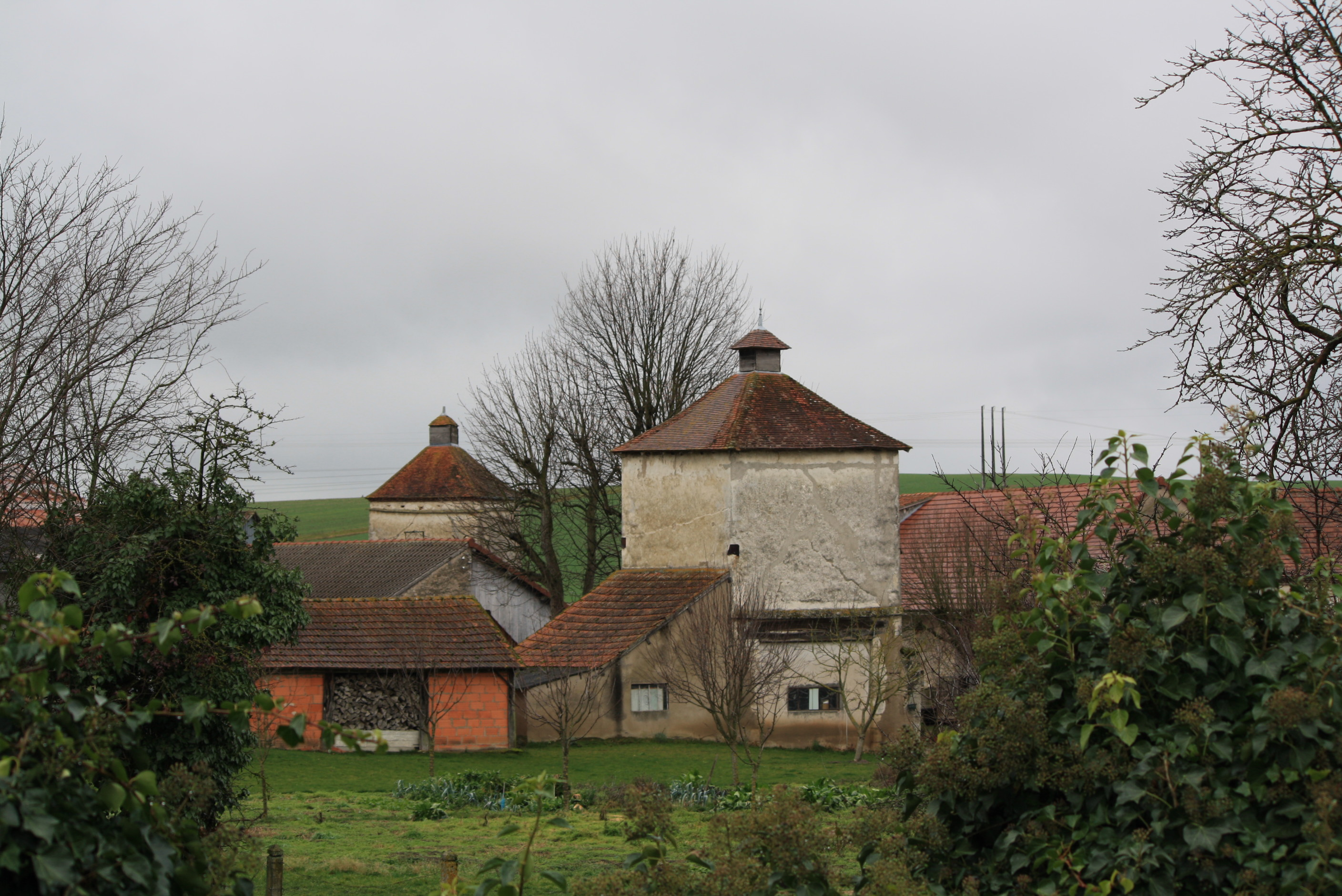
Pigeonniers.